# Ngunga soosi
Ngunga soosi är en insektsart som beskrevs av Irena Dworakowska 1974. Ngunga soosi ingår i släktet Ngunga och familjen dvärgstritar. Inga underarter finns listade i Catalogue of Life.